# Waloddi Weibull
Ernst Hjalmar Waloddi Weibull (Kristianstad (condado), 18 de junho de 1887 — Annecy, 12 de outubro de 1979) foi um engenheiro e matemático sueco.
É reconhecido pelo seu trabalho na área da fadiga de materiais e na estatística pelos seus estudos sobre a distribuição de Weibull.

## Biografia
Waloddi Weibull nasceu numa família de imigrantes alemães originária de Schleswig-Holstein. Conta na família numerosos historiadores conhecidos, como Curt Weibull.
Ingressou em 1904 na marinha sueca, seguindo o curso no Real Instituto de Tecnologia em Estocolmo. Em 1924 torna-se professor e oito anos depois completa o doutoramento na Universidade de Upsália. Empregado em várias instituições suecas ou alemãs como investigador (rolamentos, ferramentas mecânicas, etc.) e consultor de engenharia.
Em 1914, partiu numa expedição no navio de investigação científica Albatroz, pelo Mar Mediterrâneo, Mar das Caraíbas e no Oceano Pacífico. Escreveu seu primeiro artigo sobre a propagação das ondas explosivas. Desenvolveu uma técnica baseada na explosão de cargas para caracterizar a natureza e espessura dos fundos oceânicos, técnica ainda hoje usada na exploração petrolífera offshore.
Em 1939, publicou um trabalho sobre a distribuição de Weibull, utilizada em probabilidades e estatística. Em 1941 foi nomeado professor de física aplicada no Real Instituto de Tecnologia, graças à empresa de fabrico de armas Bofors. Publicou numerosos trabalhos sobre resistência de materiais.
Em 1951 apresentou o seu mais célebre estudo perante a American Society of Mechanical Engineers, a partir de sete estudos de caso.
Os seus trabalhos foram recompensados com a Medalha ASME em 1972, e com a grande medalha de ouro da Academia Real das Ciências da Suécia em 1978, pelo conjunto do seu trabalho e mais de 70 publicações.